# Norfolk hercege
A Norfolk hercege cím az angol főnemességhez tartozik. A legmagasabb rangú, nem királyi főnemes, Norfolk hercege egyben az angol főnemesség első hercege (premier duke) és grófja is. A Norfolk hercegeinek rezidenciája az Arundel kastély, amely Sussexben található, bár a cím Norfolk megyére utal.  A hercegek hagyományosan katolikusok.
Minden korábbi és jelenlegi herceg I. Eduárd leszármazottja. Thomas Howard, Norfolk 3. hercegének fia, Henry Howard, Surrey grófja III. Eduárd leszármazottja volt. Mivel Norfolk 4. hercege, Thomas Howard, és az utána következő összes herceg Surrey grófjának leszármazottja, így ők is III. Eduárd utódai.
A szócikk speciális jelölései
A szócikkhez szorosan kötődő főnemesi címek mellett előfordulhat a ( 1488 II) jelzés. Ez azt jelenti, hogy a nemesi címet a skót peerage-ben, főrendben hozták létre 1488-ban. Ez volt a cím második létrehozása. Gyakran csak a létrehozás sorszámát jelentő római számokat adjuk meg.
A dőlt betűs, kurzív nemesi cím jelentése: a viselő az apja (esetleg nagyapja) második (harmadik) címét viseli, az az ő az örökös vagy az örökös örököse.

## Első létrehozás (1397)

Suffolk és Norfolk, Kelet-Anglia eredeti alkotó megyéi, pirossal jelölve. Cambridgeshire – amely később csatlakozott – rózsaszínnel kiemelve. Ez a kép szükségszerűen csak egy közelítő ábrázolás és kompromisszum, mivel Kelet-Anglia pontos határainak meghatározása nehéz, tekintve, hogy nem hivatalos régióról van szó

Számos báróság közül emelkedett ki a Mowbray-család bárósága. Kiemelkedésükben szerepe volt házasságokkal megszerzett  báróságokkal történő terület növekedésnek, rendre – tudatosan vagy szerencsével – a bárói cím viselője vagy örököse másik báróság utolsó, nő örökösét vette el. A harmadik báró elvette III. Henrik unokáját, Joan of Lancastert, a fia, a negyedik báró pedig I. Eduárd dédunokáját, Elizabeth Segrave-t, aki saját jogán Segrave bárónője volt. Ez utóbbi pár fiai hamarosan elnyerték a Nottingham és Norfolk grófja, majd a Norfolk hercege címeket. A Mowbray-k férfi ága négy herceg után megszakadt, örökös híján a cím kihalt. Az utolsó Norfolk grófnője, Anne ugyan királyi sarjhoz ment feleségül – aki számára újra létrehozták a Norfolk hercege címet –, de mindketten meghaltak, mielőtt elérték volna a felnőttkort. A Mowbray-k által felhalmozott birtokokat William Berkeley, Berkeley bárója és John Howard örökölte, uralkodói döntés nyomán az előbbi durván a kétharmadát kapta meg. III. Richárd 1483. június 26-án lépett trónra, két nappal később William Berkeley-t Berkeley márkijává, John Howardot Norfolk hercegévé tette.
Thomas de Mowbray (1366–1399), Mowbray 6. bárója, Nottingham 1. grófja , Norfolk 1. hercege KG

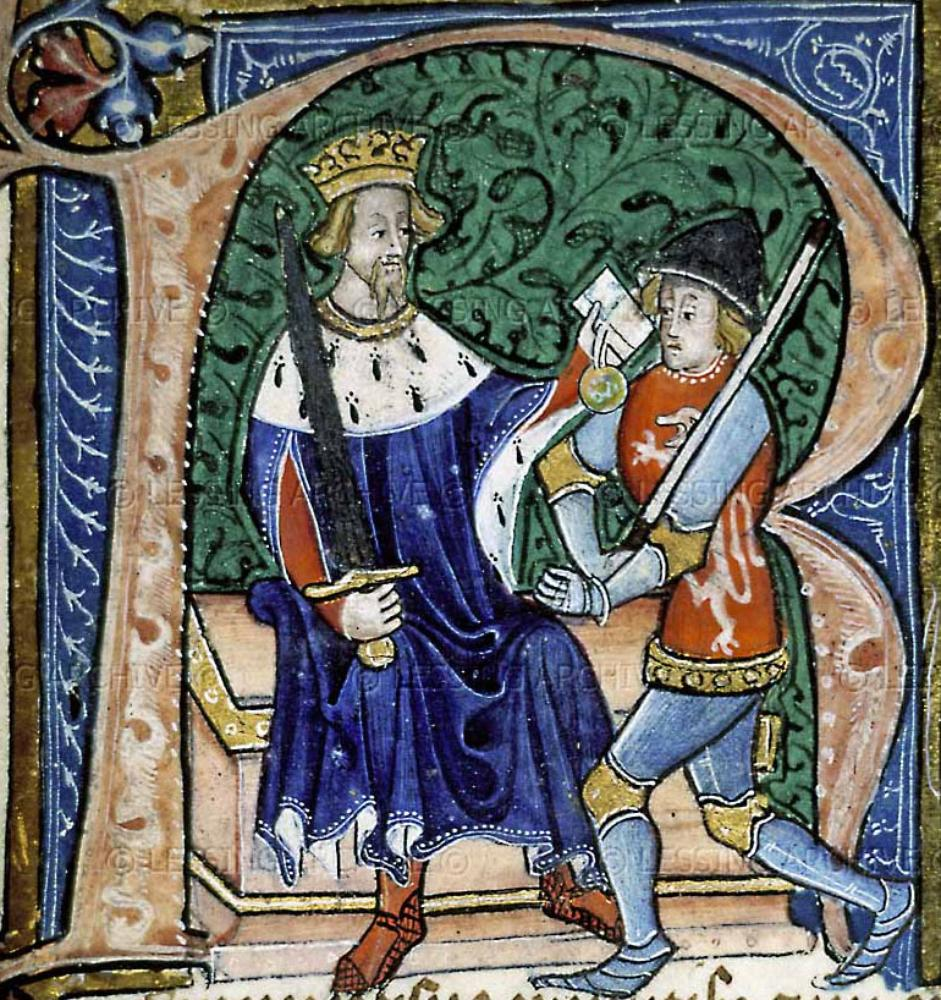
1385-ben II. Richárd Thomas de Mowbray-t Earl Marshallá nevezi ki. Ismeretlen XIV. századi kézirat illuminátor munkája. (British Library, Cotton Nero D.VI-f.85r.)

Thomas de Mowbray apja korai halála után Thomas örökölte a családi címeket és birtokokat. 1383-ban II. Richárd király Nottingham grófjává ( 1383 II.) nevezte ki, és ugyanebben az évben a Térdszalagrend lovagjává avatták. 1385-ben Anglia marsalljává, majd 1386-ban Earl Marshallá léptették elő. 1387–88-ban, a Tiltakozó Lordok egyikeként részt vett a királyi kegyencek elleni fellépésben, de később kibékült a királlyal. 1384-ben megházasodott, elvette Richard FitzAlan (1346–1397), Arundel 9. grófjának lányát, Elizabeth Fitzalan-t. 1389-ben Berwick és Roxburgh őrzőjévé, 1391 és 1396 között Calais kapitányává nevezték ki, és 1392-ben Artois, Calais, Flandria és Pikárdia királyi helytartója lett. 1397-ben II. Richárd hercegi rangra emelte, Norfolk 1. hercegeként ( 1397 I.). 1398-ban összeütközésbe került Henry Bolingbroke-kal (a későbbi IV. Henrikkel), kölcsönösen hazaárulással vádolva egymást; mindkettőjüket száműzték. 1399-ben, 34 évesen, száműzetése alatt Velencében hunyt el pestisben. Halála után, IV. Henrik trónra lépését követően, a parlament érvénytelenítette hercegi címét.
Thomas de Mowbray tíz hadjáratában különböző számú harcost és íjászt állított ki, akikhez jelentős kísérő személyzet tartozott. Egy lovas teljes páncélzatú katona esetében általában 3-4 fős kíséret biztosította a felkészülést és a harctéri támogatást (fegyverhordozó, lószolgáló, fegyvermester). Egy lovas teljes páncélzatú katona – páncél, harci ló, felszerelés – ára 100-150 font, éves költsége – zsold, lótartás, segítők, karbantartás – 80-100 font. A gyalogos teljes páncélzatú katona esetén valamivel kevesebb, 2-3 fős kíséret volt jellemző (fegyverhordozó, fegyvermester, esetleg hordár), a katona kezdeti befektetése kb. 40-70 font, éves költsége pedig kb. 40-50 fontra tehető. Az íjászok általában önállóan harcoltak, de nagyobb alakulatok esetén egy-két vezető és a nyílutánpótlásért felelős segítők is jelen lehettek, egy íjász kezdeti befektetése kb. 5-10 font, éves költsége pedig kb. 10-15 font volt. Amikor Thomas de Mowbray személyesen vezette a sereget, grófként saját, körülbelül tizenöt fős személyes kísérettel vonult hadba. Ez magában foglalta a fegyverhordozókat (2–3), lószolgálókat (2–4), fegyvermestereket (1-2), szolgákat (3–5), írnokot (1–2), valamint vallási szolgálatot ellátó papot (1).  A hivatalos katonai kíséreten túl a hadjáratokat gyakran követték nem hivatalos személyek is, például kereskedők, mesterek, szolgáltatók, nők, akik az ellátásról, javításokról és egyéb szolgáltatásokról gondoskodtak.
Példaként az 1383-as franciaországi hadjáratban résztvevő 40 harcos és 60 íjász kisérőivel 250 fős katonai egységet jelentett, aminek az éves költsége 4000 – 5300 font lehetett. Egy nagyobb birtok (több falvas) éves jövedelme 100-200 font volt. A 40 lovas teljes páncélzatú katona és 60 íjász kiszolgáló személyzettel együtt fenntartásához 20-30 nagyobb birtokra volt szükség, feltéve, hogy a jövedelmet kizárólag erre fordították.
Thomas de Mowbray jelentős birtokokat örökölt, ám pénzügyi helyzete ennek ellenére nem volt teljesen stabil. Apai ágon örökölte a Mowbray és Segrave családok földbirtokait, amelyek Leicestershire, Norfolk és Yorkshire megyékben terültek el. Anyai nagyanyja, Margaret hercegnője halála után további kelet-angliai birtokokat várt, beleértve Framlingham kastélyát – Margaret ezeket dower jogán birtokolta. Első felesége, Elizabeth le Strange révén hozzájutott a Strange of Blackmere báróság jövedelmeihez. Második házassága, Elizabeth FitzAlan révén az Arundel család birtokaihoz is jogot szerzett, bár ezek egy része csak özvegyi jogok után lett volna elérhető. Jövedelme kortárs becslések szerint évente kb. 2000 font volt, ami jelentős, de nem kiemelkedő összeg a korabeli főnemesség körében. Birtokainak egy részét két özvegy haszonélvezeti joga (dower) terhelte, akik a földek harmadát foglalták el, tovább csökkentve tényleges bevételeit. Mindezek ellenére királyi támogatás révén fontos tisztségeket és címeket szerzett, mint Nottingham grófja és Norfolk hercege. Tisztségei elismerést hoztak, de fenntartásuk jelentős kiadásokkal járt. Összességében vagyona jelentős volt, de a terhek miatt korlátozottan állt rendelkezésére.
Norfolk hercege cím felfüggesztve (1399–1425)
John de Mowbray (1392–1432), 2. hercege KG PC

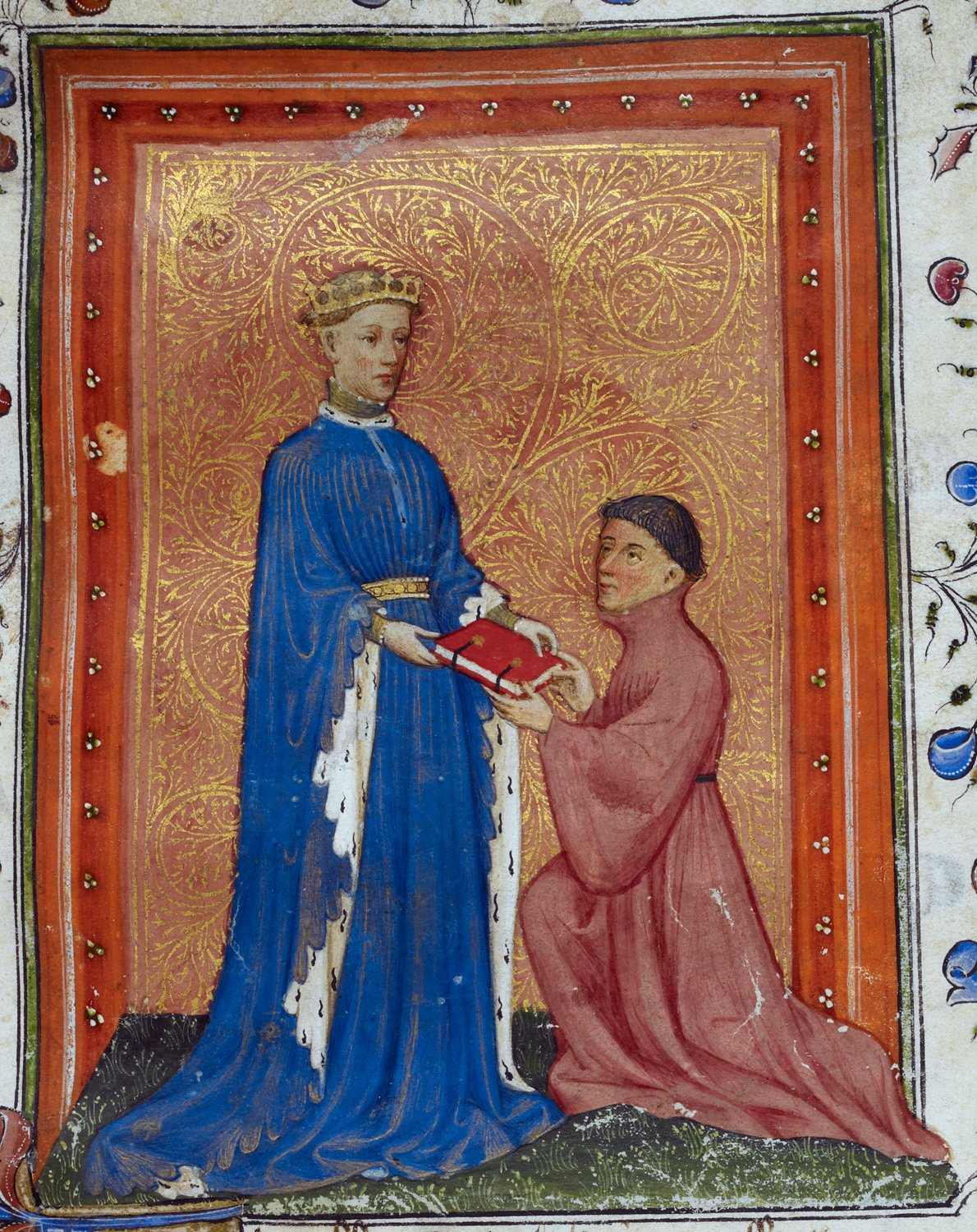

John de Mowbray apja 1399-ben halt meg. Idősebb testvérét, Thomas-t 1405-ben IV. Henrik elleni felkelésben való részvétele miatt lefejezték, így Johné lett Nottingham és Norfolk grófság. Fiatalkorában először anyai nagyapja, Richard FitzAlan (1346–1397), Arundel 9. grófja  testvére, Joan de Bohun, Hereford grófnéja (1347–1419), majd Ralph Neville, Westmorland 1. grófja gyámsága alá került, aki összeházasította lányával, Katherine Neville-hez.
Mowbray katonai pályafutása a Százéves háborúban kezdődött. 1415-ben V. Henrik hadjáratában szolgált Franciaországban, ahol négy lovagot, 45 páncélos harcost és 150 íjászt állított ki, de vérhas miatt hazatért, így nem vett részt az Azincourt-i csatában. 1417-ben visszatért Franciaországba, ezúttal nagyobb, 100 páncélos-lovasból és 300 íjászból álló sereg élén, és több ostromban is részt vett, például Caen, Rouen és Melun ostrománál. V. Henrik halála után, továbbra is vezető szerepet töltött be a francia hadjáratokban, de anyagi helyzete megrendült, mivel az angliai birtokok harmadát két özvegy haszonélvezete terhelte.
1425-ben, édesanyja után örökölte az kelet angliai Brotherton és Segrave birtokokat. Ugyanekkor zárult le Richard Beauchamp, Warwick 13. grófjával vívott hosszú vitája, amelynek a tétje az volt, melyikük grófi címe a régebbi, azaz ki a premiere earl. Azzal, hogy VI. Henrik 1425-ben visszaállította a Norfolk hercege címet – és felszabadított számos, a Parlament által a cím megvonásakor zárolt birtokot –, a vita értelmetlenné vált. Bár gazdagsága növekedett, katonai kiadásai gyakran meghaladták bevételeit. Azért 1430-ban VI. Henrik francia koronázásának biztosítására 120 páncélos harcost és 360 íjászt vezetett. John de Mowbray 1432. október 19-én halt meg Epworth-ban, Lincolnshire-ben. Örököse fia, John de Mowbray lett, aki még kiskorú volt apja halálakor.
John de Mowbray (1415–1461), Norfolk 3. hercege

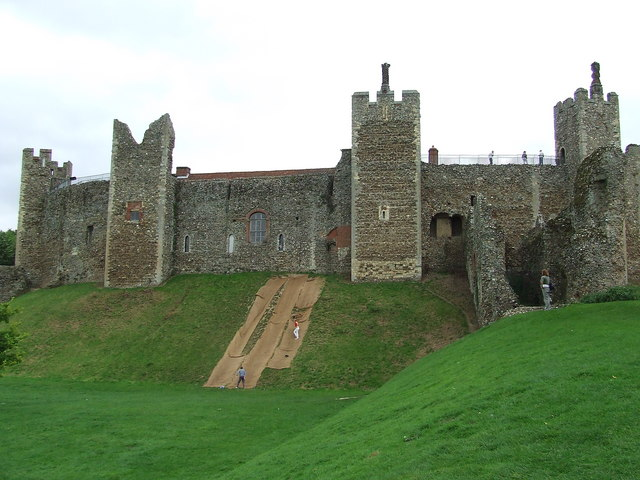
Framlingham Castle középkori erődítmény Suffolk megyében, amelyet a Mowbray család a XIV. század során szerzett meg. Norfolk 2. hercege idején a vár fontos központja lett a család kelet-angliai birtokainak, és szerepet játszott a család hatalmi pozíciójának megerősítésében. A Mowbray-ek kihalása után a birtok a Howard családhoz került. Ez a család kapta meg újra a Norfolk hercege címet és viseli a mai napig

John de Mowbray (1415. szeptember 12. – 1461. november 6.) apja halálakor, 1432-ben örökölte a családi birtokokat és címeket, köztük a Norfolk hercege, Nottingham grófja, Segrave és Mowbray báró címeit, valamint Anglia Earl Marshalja tisztségét. Kiskorúsága alatt a Lancaster-házhoz tartozó IV. Henrik fia Humphrey, Gloucester 1. hercege gyámsága alá került. Humprey magával vitte Franciaországba, ahol az angolok hadjáratát vezette.
Fiatalkorában rebellis magatartása miatt királyi figyelmeztetést kapott, és szigorú felügyelet alá helyezték. Első katonai tapasztalatait a Százéves háború háborúban szerezte, ahol Calais védelmében és az angol-skót határon is szolgált. Az 1430-as évek elején feleségül vette Eleanor Bourchier-t, akinek a nagyapja az említett gyám Gloucester herceg volt. ami belevonta az East Anglia-i politikai küzdelmekbe, különösen William de la Pole, Suffolk hercege elleni rivalizálásba.
A Mowbray (Norfolk) és de la Pole (Suffolk) hercegi családok Kelet-Anglia két legbefolyásosabb földbirtokosi dinasztiája voltak a XV. században, és hatalmi konfliktusuk a térség uralmáért folyt. A viszály részben birtokvitákból és a politikai befolyásért folytatott küzdelemből eredt, mivel mindkét család jelentős földterületeket ellenőrzött Norfolk és Suffolk megyékben. A Mowbray-ek a Brotherton és Segrave öröksége révén uralták Norfolkot, míg a de la Pole család, különösen William de la Pole, Suffolk 1. hercege, a királyi kegy és közeli udvari kapcsolatai miatt emelkedett fel. A rivalizálás során gyakran előfordultak törvénytelen cselekmények, például birtokfoglalások és helyi konfliktusok, amelyek nyílt fegyveres összecsapásokká is fajultak. Mowbray több alkalommal is a Tower börtönébe került. A konfliktus végül a rózsák háborújába torkollott, ahol a de la Pole család Lancaster-párti volt, míg a Mowbray-ek az York-ház mellett sorakoztak fel. Az 1450-es évekre Anglia belpolitikai helyzete tovább romlott, és a királyi tanács elleni lázadások közepette Richard, York hercege szembekerült VI. Henrikkel. Kezdetben Mowbray a király oldalán állt, de később York pártjára sodródott. A Mowbray család befolyása csúcspontját az 1461-es towtoni csatában érte el, amikor John de Mowbray döntő szerepet játszott az York-párti győzelemben, míg a de la Pole család a Lancaster-ház bukásával jelentősen visszaszorult. Bár a York-ház felemelkedésével jutalmakat kapott, még ugyanebben az évben, 1461 novemberében meghalt.
John de Mowbray (1444–1476), Norfolk 4. hercege
John de Mowbray, a York-házat támogatta a rózsák háborújában. 1451-ben megkapta a Surrey grófja ( 1451 III) címet, mint családi örökséget. Apja halála után, 1461-ben örökölte a Norfolk hercegi címet. A korra jellemző az 1469-ben katonai konfliktus, amikor ostrom alá vette Caister Castle-t, amelyet John Paston örökölt John Fastolftól. Az ostrom során a Paston-család egyik embere, Daubenay életét vesztette, de az egyházi nyomás hatására Norfolk végül biztonságos elvonulást biztosított a védőknek. A herceg halála után a várat a Pastonok visszafoglalták. 1472-ben a Térdszalagrend lovagjává avatták. 1476-ban, váratlanul hunyt el. Egyetlen gyermeke, Anne de Mowbray, aki csupán hároméves volt apja halálakor, örökölte a családi birtokokat. Fiú örökös nem lévén a Norfolk hercegi cím ( 1397 II) kihalt.
Isabel de Mowbray
Henry Ferrers és Lady Isabel házasságából egy gyermek született: Elizabeth Ferrers, aki saját jogán (suo jure) viselte Groby bárónőjének címét. Elizabeth Ferrers unokáját Thomas Grey-t előbb Huntingdon grófjává ( 1471) (de 1475-ben lemondott róla), majd Dorset márkijává ( 1475 III) emelte az uralkodó. A Groby báróságot a Dorset márkijai birtokolták egészen 1554. február 23-ig, amikor Henry Greyt, Suffolk 1. hercegét, Dorset 3. márkiját és Groby 9. báróját felségárulásban bűnösnek találták, és az ítélet alapján megfosztották minden címétől és birtokától, és életétől is, kivégzték a Tower Hillen. Isabel később, kb. 1423-ban ismét megházasodott, második férje James Berkeley, 1. Berkeley bárója ( 1421 II) lett. Az egyik fiuk William Berkeley (1426–1492), Berkeley 1. márkija ( 1488) volt, aki utód nélkül halt meg. A másik fiuk, Maurice Berkeley (1435–1506), 3. Berkeley báró, akinek utódai a mai napig (2025) viselik a bárói címet. Isabel 1452. szeptember 23-án hunyt el, és a gloucesteri ferences templomban temették el.
Anne de Mowbray 1481-ben hunyt el, a Mowbray család férfiága kihalt. A birtokok felosztása két fő örökös között zajlott, az örökség jogilag megosztásra került. A birtokok két részre szakadtak: az egyik örökös John Howard volt, aki anyjár, Margaret-re hivatkozva jelentett be igényt, míg a másik fél [[William de Berkeley, Berkeley 1. bárója volt, aki Margaret testvérének, Isabelnek volt a fia. A birtokok felosztása jogi viták eredményeként valósult meg, mivel mindkét fél igényt formált a Brotherton-örökségre, amely Norfolk és Suffolk jelentős területeit foglalta magában. Végül uralkodói döntést alapján William de Berkeley – köszönhetően Howardnál jobb udvari kapcsolatainak – durván a birtokok kétharmadát kapta, Howard csak a harmadát. Ugyanakkor a báró Berkeley-t előbb Nottingham grófjává, majd Berkeley márkijává, a címtelen Howardot Norfolk hercegévé emelte az uralkodó.

### Norfolk (Mowbray) hercege családfája
A családfán nem tüntettük fel az összes családtagot és feleséget. Egyes családtagok bemutatása másik szócikk (Norfolk grófja, Nottingham grófja...) feladata, így előfordul, hogy a családfán szereplő névre kattintva új oldalra jut.

- III. Henrik angol király ∞ Provence-i Eleonóra angol királyné
  -  I. Eduárd angol király (1239–1307) ∞ Capet Margit angol királyné (1282–1318)
    - Thomas of Brotheron (1300–1338),  Norfolk 1. grófja
      - Margaret (1320–1399),  Norfolk 2. grófnője, majd  Norfolk hercegnője (1397)
        - Elizabeth Segrave (1338–1368)[m 8],  Segrave 5. bárónője ∞ John de Mowbray (1340-1368)[m 9],  Mowbray 4. bárója ♥

  -  Edmund Crouchback (1245–1296),  Lancaster 1. grófja ∞ Blanche of Artois (~1248–1302), Navarra korábbi királynéja)
    - Henry (1281–1345),  Leicester és Lancaster 3. grófja
      - Joan of Lancaster (~1312–1349) ∞ John de Mowbray (1310–1361),  Mowbray 3. bárója 
        - John de Mowbray (1340-1368),  Mowbray 4. bárója[m 9] ∞ Elizabeth Segrave (1338–1368)[m 8],  Segrave 5. bárónője ♥
          - John de Mowbray (1365–1383),  Nottingham 1. grófja
          - Thomas de Mowbray (1366–1399),  Nottingham 1. grófja,  Norfolk 1. hercege ( 1397 I.)  Norfolk 3. grófja ∞1 Elizabeth le Strange,  6. Strange of Blackmere bárónő, ∞2 Elizabeth FitzAlan (1366–1425)
            - ²Margaret de Mowbray (1388–1459) ∞ Sir Robert Howard (–1436)
              - John Howard (1421–1485),  Norfolk III/1. hercege ( 1483 III) (folytatás a Howard Norfolk hercegek családfáján)

            - ²Thomas de Mowbray (1385–1405),  Norfolk 4. grófja
            - ²John de Mowbray (1392–1432),  Norfolk 2. hercege
              - John de Mowbray (1415–1461),  Norfolk 3. hercege
                - John de Mowbray (1444–1476),  Norfolk 4. hercege
                  - Anne Mowbary (1472–1481)  Norfolk 8. grófnője ∞  Richard of Shewsbury királyi herceg (1473–1483),  York 1. hercege,  Norfolk II/1. hercege (1477 II)

            - ²Isabel de Mowbray (~1400–1452. szeptember 27.) ∞1 Henry Ferrers ( ),  Groby 5. bárója ∞2 James Berkeley (~1394–1463),  1. Berkeley báró
              - ¹Elizabeth Ferrers (1419-1483. január 23.),  Groby 6. bárónője
                - ...innen Groby bárói, Dorset márkijai egészen Henry Grey, Suffolk 1. hercege kivégzéséig (1553)

              - ²William Berkeley (1426–1492),  2. Berkeley báró, majd  Berkeley 1. márkija
              - ²Maurice Berkeley (1435–1506),  3. Berkeley báró
                - ...innen Berkeley bárói (mai napig létező cím)

      - Eleanor of Lancaster (1318–1372) ∞¹ Richard FitzAlan (~1313–1376),  Arundel 8. grófja

Jelölések:
- ∞ házastárs
- ∞¹ ∞² első vagy második házastárs (a sorszám ennél a családfánál érvényes csak)
- ¹név ²név az első vagy második házasságból származó személy (cím és birtok öröklésnél fontos)
- ♥ a jelölt sorok azonosak (közös felmenők esetén, amikor a leszármazottak házasodnak össze)

## Második létrehozás (1397)
Richard of Shewsbury királyi herceg (1473–1483)

## Harmadik létrehozás (1483)
A középkorban és a korai újkorban a Norfolk hercegek kérésére elvégzett hivatalos vizsgálatok bizonyítottnak nevezték, hogy a család őse Hereward the Wake (~1035–~1072). A Howard-ház alapítója és az első igazolt férfiági őse, amit történeti kutatások is alátámasztanak William Howard (~1255–1308) East Winch és Wiggenhall földbirtokosa volt Norfolkban, Angliában. Jogászként tevékenykedett, majd a Common Pleas Bíróság bírájává nevezték ki. John Howard, az első Norfolk herceg apai felmenői közül még John Howard (1366–1437) méltő említésre, aki szintén Wiggenhall és East Winch földbirtokosa volt Norfolkban, Angliában. Földbirtokosként, katonaként, udvari tisztségviselőként, közigazgatóként és politikusként tevékenykedett. Unokája volt John Howard, Norfolk 1. hercege. A családfa többi ágát böngészve az ősök közt megtalálható Robert of Ufford (1235 – 1298) Írország bírója, János angol király és fia, Richárd Cornwall grófja (1209-1272), Hugh de Vere, Oxford 4. grófja (~1210–1263) és Robert d'Ufford, Suffolk 1. grófja (1298–1369)

### Az első négy herceg
Norfolk hercegei, a Howardok Anglia egyik legfontosabb nemesi családja volt, ezt a messze nem minden családtagot feltüntető családfák – (1) és (2) – is bizonyítják. Az első Howard herceg idejére esett a Rózsák háborúja, a katolikus egyház elhagyása, az anglikán egyház létrejötte és az Angol polgárháború. A Howard család e változó körülmények között kitartott katolikus hite mellett, amely tovább nehezítette helyzetét, több családtag vesztette életét hite miatt, egyiküket szentté is avatta a katolikus egyház.
Az első herceg csatában esett el, halála után még címeitől is megfosztották – a későbbi vesztes oldalán harcolt. A második herceg a politika fordultával visszakapta címét. A harmadik herceget megfosztották a címtől egy időre. A negyediket kivégezték és megfosztották a címétől. Ez utóbbi tartós címfosztás volt, 1572-től 1660-ig tartott.
John Howard (1421 – 1485), Norfolk 1. hercege KG

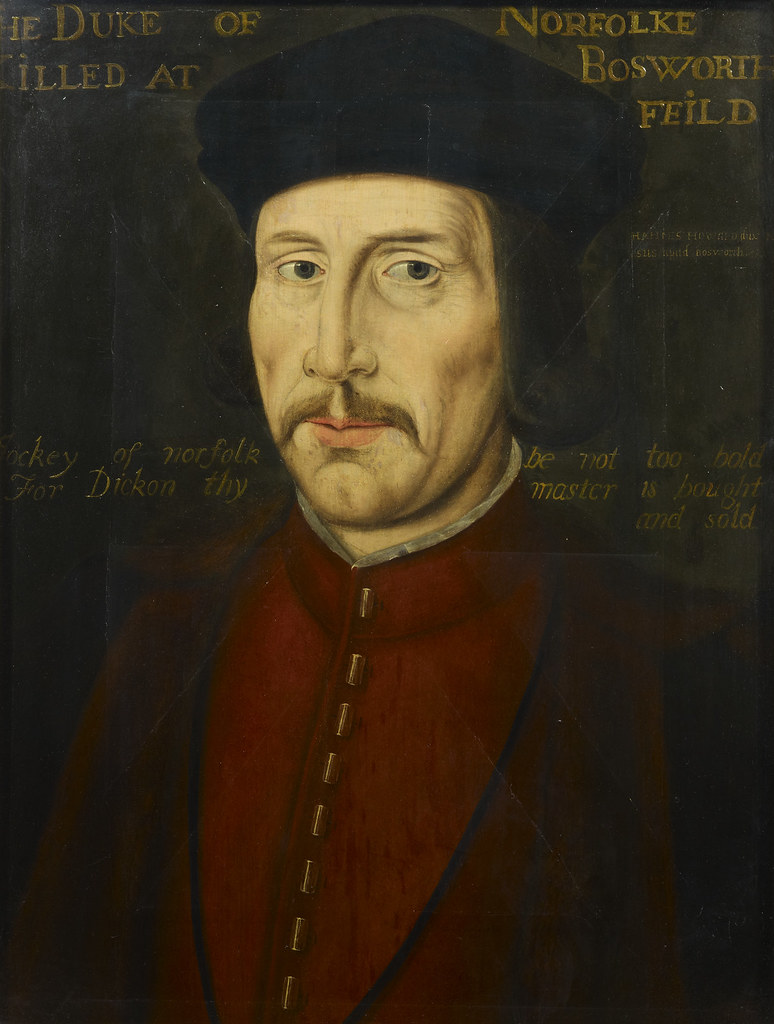
John Howard, Norfolk 1. hercege

John Howard ifjúkorában Norfolk hercege háztartásában nevelkedett, amely során bevonódott a Mowbray és William de la Pole, Suffolk hercege közötti politikai és birtokvitákba. 1449-ben Suffolk megye parlamenti képviselőjévé választották.
Az 1461-es Towtoni csatában rokona, John de Mowbray Norfolk hercege seregében harcolt IV. Eduárd oldalán, aki győzelme után Norfolk és Suffolk főseriffjévé, Norwich és Colchester várkapitányává nevezte ki, valamint lovaggá ütötte. Ebben az időszakban több jelentős udvari tisztséget is betöltött, és hűsége a York-házhoz egyre jobban megerősödött. Helyettes Earl Marshalként szolgált 1467-ben La Roche grófja és Anthony Woodville, Rivers 2. grófja közötti híres lovagi tornán. Ugyanebben az évben az egyik nagykövetként megszervezte Margit yorki hercegnő és Károly burgundi herceg házasságát, 1468-ban személyesen kísérte el a menyasszonyt Burgundiába.
1470-ben megkapta a Lord Howard címet, 1472-ben felvételt nyert a Térdszalagrendbe. 1475-ben elkísérte IV. Eduárdot franciaországi hadjáratára. A Firth of Forth-i tengeri csatában az angol flotta parancsnoka volt.
Aktívan támogatta III. Richárd trónra lépését, és személyesen vitte a kilencéves Richard of Shrewsbury herceget (nem mellesleg Norfolk hercegét) a londoni Towerbe, ahol bátyjával, V. Eduárddal együtt rejtélyes körülmények között eltűnt. Richárd koronázásán Howard Lord High Steward volt, és ő vitte a koronát a király előtt, míg fia, Surrey grófja a kardvivő volt.
1483. június 28-án Norfolk 1. hercegévé emelte az uralkodó. 1485. augusztus 22-én, a Bosworthi csatában III. Richárd oldalán harcolt, ahol elesett. Halála után a címeitől megfosztották, amelyet csak 1489-ben adtak vissza fiának, Thomas Howardnak.
Norfolk hercege cím felfüggesztve (1485–1514)
Thomas Howard (1443–1524), Surrey grófja, majd Norfolk 2. hercege KG PC

A Floddeni csata után a a Howard-címer pántján (bend) viselendő megtisztelő címerjavítást kapott: arany mezőben egy fél oroszlán (skót címerállat), amelyet a száján áthatoló nyílvessző döf át, körülötte kettős vörös liliomos díszítés (double tressure flory-counterflory)

Norfolk hercegek címere a "Floddeni címerjavítással", a második hercegtől

Thomas Howard Ipswich és Thetford iskoláiban tanult. 1466 körül IV. Eduárd egyik testőre volt. A király oldalán harcolt az 1471-es részt vett a Barneti csatában. 1476-ban Norfolk és Suffolk főseriffjévé, 1478-ban pedig Norfolk megye parlamenti képviselőjévé választották. 1477 januárjában a Bath-rend lovagjává ütötték. Támogatta III. Richárdot a trón megszerzésében, aki két nappal trónra lépése után nem csak Titkos tanácsossá és a Térdszalagrend lovagjává tette, Surrey grófjává emelte – apját ugyanekkor hasonló címek mellett Norfolk hercegévé emelte. 1483 és 1484 között a királyi háztartás vezetőjeként szolgált. A Bosworth-i csatában apja mellett harcolt, az apja elesett, míg ő maga fogságba került. VII. Henrik 1485. november 7-én mindkettejüket megfosztotta címeiktől és birtokaiktól.
Hűséget esküdött VII. Henrik királynak, így 1489-ben visszanyerte a Surrey grófi címét. Ebben az évben Chief Justice in Eyre  lett Trent folyótól (közép-Anglia) északra, amely tisztséget 1509-ig betöltötte. Keleti és Középső Határvidék (East Marches, Middle Marches)  helyettes őrzőjének nevezték ki, majd 1501-ben királyi tanácsadó lett.
Az Udvari Kincstár vezetőjeként szolgált 1501–1522 között. 1503-ban Lord High Steward volt Edward Sutton, Lord Dudley perében, majd 1521-ben a Buckingham hercege elleni per vezetésében is. 1509-ben VIII. Henrik koronázásakor Anglia marsallja, 1510-től haláláig pedig Earl Marshal lett. 1513-ban, helyettes parancsnokként vezette az angol sereget a Floddeni csatában, ahol döntő győzelmet aratott II. Jakab skót király felett. 1514-ben fia javára lemondott Surrey grófi címéről, és visszakapta a Norfolk hercege címet. 1520-ban Anglia kormányzójává nevezték ki. 1524. május 21-én hunyt el, és a thetfordi kolostorban temették el.
Thomas Howard kétszer nősült, a Tilney unokatestvéreket vette el, előbb Elizabeth-et, majd Ágnest. Számos említésre méltó gyereke született a címeit öröklő Thomason kívül. Edward, az első Howar admirális, Edmund, akinek lánya, Katalin VIII. Henrik 5. felesége lett, Elizabeth, akinek a lánya, Boleyn Anna VIII. Henrik 2. felesége volt. William, aki szintén admirális volt, Charles Effingham 2. bárója, KG, aki az angol erőket vezette a spanyol armada elleni csaták során és a második Thomas
Thomas Howard (1473–1554), Surrey grófja, majd Norfolk 3. hercege
Thomas Howard az udvari intrikában gazdag Tudor-kor egyik első jelentős főura. Az 1513-as a floddeni csatában apjával és nagybátyjával a győztes angol sereget irányította.  A csata után apját Norfolk 2. hercegévé, őt Surrey grófjává emelték, a Howard címer pántjára egy nyíllal átlőtt skót oroszlánt helyezhettek.
Norfolk befolyása VIII. Henrik uralkodása alatt többször csökkent és nőtt. Unokahúga, Boleyn Anna révén politikai előnyhöz jutott, de Anna kivégzése után kegyvesztett lett. 1536-ban a Kegyelem Zarándoklata felkelés leverésében vezető szerepet játszott. unokahúga, Howard Katalin révén visszanyerte befolyását, ám Katalin 1542-es kivégzése után ismét háttérbe szorult.
1546 végén fiát, Thomas Howardot, Surrey grófját felségárulással vádolták meg, mivel a címerébe beillesztette az angol királyi család jelképeit a megkülönböztető lebélyeg nélkül. Ez a királyi hatalommal szembeni kihívásnak értelmezték. Ezért Surrey grófját 1547 januárjában kivégezték. Apját, Norfolk 3. hercegét szintén felségárulással vádolták, de VIII. Henrik halála miatt az ítéletet nem hajtották végre, és Towerbe zárva maradt egészen I. Mária trónra lépéséig. 1553-ban szabadult és visszakapta címeit. 1554-ben halt meg Kenninghallban, és a framlinghami Szent Mihály-templomban temették el.
Norfolk hercege cím felfüggesztve (1547–1553), a 3. herceg ideje alatt
Thomas Howard (1536 – 1572), Norfolk 4. hercege KG
Thomas Howard (1536. március 10. – 1572. június 2.) Anglia egyik legjelentősebb nemese és politikusa volt Erzsébet királynő uralkodása alatt. Fiatal éveiben protestáns oktatásban részesült, John Foxe, a vértanúkról írt mártírológia szerzője irányítása alatt.
Amikor VIII. Henrik létrehozta az anglikán egyházat, a Howard család helyzete ellentmondásos volt. Thomas Howard, Norfolk 3. hercege katolikus maradt, és kezdetben nehezen igazodott az új vallási irányvonalhoz. Ugyanakkor unokája, Boleyn Anna, Henrik második felesége és Anglia királynője révén a család jelentős befolyásra tett szert. A 3. herceg fia, Henry Howard, Surrey grófja, szintén katolikus volt, de politikai okokból támogatta a Tudor-dinasztia döntéseit. Bár a Howardok hűségesen szolgálták a koronát, katolikus kötődésük és hatalmas birtokaik miatt folyamatosan gyanú övezte őket, ami időnként kegyvesztettséghez vezetett.
A Howard család 1553-ban – Mária trónra lépését követően – visszanyerte korábbi címeit és birtokait. Ezt a negyedik herceg egy évvel később, 1554-ben örökölte meg. Bár katolikus családból származott, Erzsébet uralkodása alatt is jelentős szerepet játszott. Ő szervezte a királynő koronázását, és 1559-ben a Térdszalagrend lovagjává ütötték. A skót-francia konfliktusban részt vett mint az északi hadsereg főparancsnoka.
Háromszor nősült, mindhárom házassága jelentős hozományt hozott a család számára. Első felesége, Mary FitzAlan (1540–1557) révén szerezte meg az Arundel grófok család birtokait, köztük az Arundel-kastélyt. Mary és nővére, Jane FitzAlan voltak apjuk, Henry FitzAlan, Arundel 17. grófja örökösei. Mivel Jane korábban meghalt, Mary örökölte az Arundel-család birtokait és címét. Mary FitzAlan nagyon fiatalon halt meg, nem sokkal első fia, Philip Howard születése után. Halálával fia lett az Arundel örökség jogosultja. Második házasságát Margaret Audley-val kötötte, akinek hozományával a de Walden Audley báróság essexi birtokai (a cím nem)  kerültek Howard kezébe. Harmadik felesége, Elizabeth Leyburne, jelentős kapcsolati hálót és politikai előnyöket biztosított számára, bár gyermekük nem maradt életben.
- Sussex
- Norfolk
- Suffolk

Az Arundel örökség és a Norfolk hercegi vagyon Anglia két jelentős nemesi birtoka volt, de méretük és befolyásuk eltért. Az Arundel grófi cím, amely Sussex központi birtokaival, például Arundel várával kapcsolódott össze, inkább regionális jelentőségű volt, és a FitzAlan család révén öröklődött. A Norfolk hercegek birtokai ezzel szemben Kelet-Angliában, Norfolk és Suffolk területén terültek el, és lényegesen nagyobb földterületet és bevételt biztosítottak. Míg az Arundel örökség inkább vallási és szimbolikus súlyt képviselt, különösen a katolikus hit megőrzése miatt, addig a Norfolk-cím birtokosai, különösen a Howardok, kiemelkedő politikai és katonai szerepet töltöttek be, például az Earl Marshal tisztség révén. A Norfolk hercegi vagyon nagysága, házassági szövetségei és földbirtokainak kiterjedtsége jelentősen meghaladta az Arundel birtokokét, így a Howardok befolyása országos szinten is meghatározó volt.
Norfolk nagy politikai ambíciókat dédelgetett, és tervei között szerepelt, hogy feleségül vegye Stuart Máriát, Skócia királynőjét. Ezzel azonban összeütközésbe került Erzsébet királynővel. A Ridolfi-összeesküvésben való részvétele miatt 1572-ben felségárulással vádolták és kivégezték. Vagyonát és címeit elkobozták. Norfolk kivégzése az Erzsébet-kori politika és vallási konfliktusok egyik legmeghatározóbb eseménye volt.
Norfolk hercege cím felfüggesztve (1572–1660)

#### Norfolk (Howard) hercege családfája 1.
- John Howard (1421–1485),  Norfolk 1. hercege (felmenői családfája, John Howard a felmenők családfáján)
  - Thomas Howard (1443–1524),  Surrey grófja,  Norfolk 2. hercege ∞¹ Elizabeth Tilney (–1497)[m 16] ∞² Agnes Tilney (~1477–1545)[m 16]
    - ¹Thomas Howard (1473–1554),  Norfolk 3. hercege
      - Henry Howard (1516–1547)[m 25],  Surrey grófja ∞ Frances Howard (1516–1577)[m 28]
        - Thomas Howard (1536–1572),  Norfolk 4. hercege ∞¹ Mary FitzAlan (1540–1557) ∞² Margaret Audley (1540–1564) ∞³ Elizabeth Leyburne (1536–1567)
          - ¹Philip Howard (1557–1595)[m 29],  Arundel 18. grófja[m 1] ∞ Anne Dacre (1557–1630)[m 30]
            - Thomas Howard (1585–1646)[m 31],  Arundel 19. grófja[m 1] ∞ Alethea Talbot (1585–1654)[m 32],  14. Blackmere Strange bárónő[m 33][m 34]
              - Henry Howard (1608–1652),  Arundel 20. grófja[m 1] ∞ Elizabeth Stuart (1610–1673/74)
                - Thomas Howard (1627–1677),  Arundel 21. grófja[m 1], címhelyreállítás után  Norfolk 5. hercege
                  - ...folytatás a következő családfán

              - William Howard (1614–1680),  Stafford 1. vikomtja[m 35]

          - ²Thomas Howard (1561–1626)[m 36],  Suffolk 1. grófja
            - ...innen Suffolk grófjai a mai napig[m 37]
            - Thomas Howard (1587–1669)[m 38],  Berkshire 1. grófja[m 39]
            - Edward Howard (1600–1675),  Escrick Howard 1. bárója[m 40]

          - ²William Howard (1563–1640)[m 41]
            - Sir Philip Howard (1581–1612)
              - Sir William Howard (1603–1644)
                - Charles Howard (1629–1685)[m 42],  Carlisle 1. grófja
                  - ...innen Carlisle grófjai a mai napig[m 37]

                - Thomas Howard (1640–1678) ∞ Mary Villiers (1622–1685)[m 43]

        - Henry Howard (1540–1614)[m 44],  Northampton 1. grófja

      - Mary Howard (1519–1557) ∞ Henry FitzRoy (1519–1536),  Richmond és Somerset 1. hercege
      - Thomas Howard (1520–1582),  Bindon Howard 1. vikomtja
        - Henry Howard (~1540–),  Bindon Howard 2. vikomtja
        - Thomas Howard (–1611),  Bindon Howard 3. vikomtja
        - Frances Howard (1578–1639)[m 45] ∞² Eduárd Seymour,  Hertford 1. grófja ∞³ Ludovic Stewart (1574–1624),  Lennox 2. és Richmond 1. hercege

    - ¹Edward Howard (1476–1513)[m 17]
    - ¹Edmund Howard (1478–1539)[m 18]
      - Howard Katalin (~1523–1542) ∞  VIII. Henrik 5. felesége

    - ¹Elizabeth Howard (1480–1538)[m 19] ∞ Thomas Boleyn (1457–1539)[m 46],  Wiltshire 1. grófja
      - Boleyn Anna (1507–1536) ∞  VIII. Henrik 2. felesége
        -  I. Erzsébet angol királynő

    - ²William Howard (1510–1573)[m 20],  Effingham Howard 1. bárója
      - Frances Howard (~1553-1598) ∞ Edward Seymour (1539-1621),  Hertford 1. grófja
      - Charles Howard (1536–1624)[m 21],  Effingham Howard 2. bárója,  Nottingham grófja (1596 VI)
        - ...innen Nottingham grófjai ... Effingham grófjai, ma is élő cím[m 47][m 37]

    - ²Thomas Howard (1511–1537)[m 22]

A családfa megjelenítése az interaktív Entitree web–alkalmazással.

### A hercegi cím felfüggesztés alatt
A Norfolk hercege cím felfüggesztése idején a Howard-család feje az Arundel grófja címet használta.
- Philip Howard (1557–1595), Arundel 18. grófja[m 1]
- Thomas Howard (1585–1646), Arundel 19. grófja[m 1]
- Henry Howard (1608–1652), Arundel 20. grófja[m 1]

A huszadik grófnak hét gyereke született feleségétől, Esmé Stewart Lennox 3. hercege lányától, Elizabeth Stuarttól (1610–1673/74). A legidősebb Thomas Howard visszakapta a Norfolk hercege címet, de mentálisan sérült volt. Öccse, Henry Howard követte őt, mint Norfolk 6. hercege, és az ő leszármazottai közül került ki a 7., 8. és 9. herceg, majd az ág férfi vonala kihalt. A harmadik fiú, Philip Howard katolikus pap lett, bíborosi címet nyert. Charles leszármazottai adták a 10. és 11. herceget. A 12. hercegtől a jelenlegi hercegig a legfiatalabb fiú, Bernard leszármazottai.

### Az ötödik hercegtől
Thomas Howard (1627–1677), Norfolk 5. hercege
Thomas Howard Londonban született, az Utrechti Egyetemen tanult. Amikor 1645-ben apját látogatta meg Páduában, láz következtében súlyos mentális károsodást szenvedett, amely miatt hátralévő életében gondozásra szorult. Apja 1652-ben bekövetkezett halála után örökölte az Arundel és Surrey grófi címeket a hozzájuk tartozó jelentős birtokokkal, de egészségügyi állapota miatt ezek igazgatását öccse, Henry látta el.
1660-ban a Stuart-restauráció során, nagybátyja és testvéreinek közbenjárására, visszakapta családja Norfolk hercegi címét, amelyet még 1572-ben veszítettek el árulás miatt., soha nem tért vissza Angliába, és továbbra is Padovában élt, ahol orvosi felügyelet alatt állt. Családja több alkalommal is próbálta visszahozni Angliába, de állapota miatt a Parlament ezt nem engedélyezte. 1677. december 13-án hunyt el Padovában, egy évvel később temették el Arundelben. Nem volt felesége, így örököse sem, a hercegi (és többi) címe az öccsére szállt.
Henry Howard (1628–1684), Norfolk 6. hercege
Bátyja, Thomas mentális állapota miatt nem tudta ellátni hercegi feladatait, így Henry vette át a családi birtokok irányítását. A Nagy londoni tűzvész (1666) után Howard felajánlotta a tette a Royal Society számára, hogy az Arundel-házban találkozzon, több műtárgyat ajándékozott az Oxfordi Egyetemnek és más intézményeknek.
II. Károly uralkodása alatt 1669-ben Castle Rising Howard bárója ( 1669), majd 1672-ben Norwich grófja ( 1672 III) lett, és visszanyerte a család az Earl Marshal tisztségét is. 1677-ben bátyja halála után ő lett Norfolk hercege. Katolikus hite miatt azonban 1678-ban kizárták a parlamentből. Az 1678-as nem létezett Oates-összeesküvés (Popish Plot) időszaka alatt három évre Bruges-be költözött, ahol szabadon gyakorolhatta vallását.
Hazatérése után részt vett nagybátyja, William Howard, Stafford 1. vikomtjának felségárulási perében – amely alapja szintén a fiktív Popish Plot volt –, ahol ellene szavazott.
Henry Howard (1655–1701), Norfolk 7. herceg KG PC
Henry Howard Oxfordban, a Magdalen College-ban tanult. A Lordok Háza 1678-ban Mowbray báróként fogadta tagjai közé. Peterborough grófjának lányát, Mary Mordaunt-t 1677-ben vette el, Mary hűtlensége miatt a pár 1685-ben különvált, majd 1700-ban hivatalosan is elváltak. Ez utóbbi úgy volt lehetséges, hogy Henry, bár hű maradt a katolikus valláshoz, az ellenük irányuló üldöztetés idején látszólag áttért az anglikán egyházhoz – és így megőrizte a családi birtokokat is. Howard politikai pályája alatt különböző tisztségeket viselt: ő volt Berkshire, Norfolk és Surrey főispánja, valamint Windsor várának parancsnoka. 1685-ben a Térdszalagrend lovagjává választották, és a suffolki ezred parancsnoka lett. Howard hűsége és lojalitása az ország politikai viharai közepette is megmaradt. Az Angol forradalom idején támogatta III. Vilmos és II. Mária trónra lépését, és tagja lett a királyi titkos tanácsnak.
Thomas Howard (1683–1732), Norfolk 8. hercege
Thomas Howard (1683. december 11. – 1732. december 23.) 1709-ben feleségül vette Maria Shireburnt. A házasságkötéskor Maria mindössze 16 éves volt, viszont több mint 30 000 font hozományt hozott magával. Kapcsolatuk azonban boldogtalan volt, mivel felesége hithű katolikus és jakobita volt, aki elítélte férje lojalitását a protestáns Hannoveri-ház iránt, és végül különköltöztek. Az 1715-ös jakobita felkelés idején Howard befolyását felhasználva elérte, hogy testvérét, Edward Howardot felmentsék felségárulás vádja alól. Ő maga is gyanúba keveredett egy jakobita összeesküvés miatt, ezért 1722. október 29-én letartóztatták, és a londoni Towerbe zárták. Felesége, bár nem látogathatta meg, meggyőzte rokonukat, Carlisle grófját, hogy vállaljon kezességet érte, így 1723 májusában szabadlábra helyezték. Thomas Howard 1729 és 1730 között a Grand Lodge of England szabadkőműves-páholy nagymestere volt.
Edward Howard (1685–1777), Norfolk 9. hercege
Edward Howard részt vett az 1715-ös jakobita felkelésben, amelyben több angol nemes is szerepet vállalt. Bátyja közbenjárásának köszönhetően elkerülte a felségárulásért járó büntetést. 1732-ben, testvére, Thomas Howard, Norfolk 8. hercegének gyermektelen halála után örökölte a hercegi címet. Felesége, aki szintén katolikus volt, nagy hatással volt rá, és közösen kezdtek nagyszabású építkezésekbe: a londoni St. James’s Square-en álló Norfolk House-t fényűző stílusban újították fel. Megkezdték a Nottinghamshire-i Worksop mezőváros melletti birtokon álló épület palotává alakítását. Ez utóbbi projektet azonban félbehagyták, miután szeretett unokaöccsük és örökösük, Edward Howard, fiatalon, 23 évesen elhunyt 1767-ben (Ez az Edward Howard nincs feltüntetve a családfán). Az örökös halála súlyosan érintette a herceget és feleségét; a hercegné soha nem épült fel a veszteségből. Edward Howard magánélete és politikai pályafutása során többször került gyanúba jakobita intrikák miatt, így 1722-ben újra letartóztatták, de hat hónapnyi fogság után szabadon engedték.
Edward Howard 91 évesen hunyt el fiúörökös nélkül. Ezzel kihalt a dédapja Henry fiának ága, az utód a Charles ág lett. Edward halála után több címe, köztük Norfolk hercege, Norfolk, Arundel és Surrey grófja, valamint a Maltravers bárója, másod-unokatestvérére, Charles Howardra szállt. A Norwich grófja ( 1672 III) és Castle Rising Howard bárója ( 1669) címek, amelyeket nagyapjának, Norfolk 6. hercegének hoztak létre, kihaltak. Emellett számos régi angol bárói cím – például Mowbray, Segrave, Howard, Braose of Gower, Greystock, Ferrers of Wemme, Talbot, Strange of Blackmere, Furnivall és Giffard of Brimmesfield – felfüggesztett állapotba került. Őccsük, Philip Howard (1688–1750) két lánya – Winifrede Howard (1726–1753) és Anne Howard (1742–1787) – és az ő leszármazottaik között oszlottak meg a címek. Philip Howard és lányai nincsenek feltüntetve a családfán.
Charles Howard (1720–1786), Norfolk 10. hercege
Charles Howard a greystoke-i Charles Howard és Mary Aylward fia. Dédapja Henry, Arundel grófja volt. Katolikus hitben nevelkedett. Jelentős irodalmi és tudományos tevékenységet folytatott. Tagja lett a Királyi Régészeti Társaságnak és a Királyi Társaságnak. 1777-ben másod–unokatestvére, Edward Howard, Norfolk 9. hercege halála után örökölte a Norfolk hercegi és több más nemesi címet. Írói tevékenysége során több művet publikált, köztük a Considerations on the Penal Laws against Roman Catholics in England and the new-acquired Colonies in America (1764)  és az Anecdotes of the Howard Family (1769) című könyveket. 1768-ban feleségül vette Katherine Brockholes-t, John Brockholes második lányát és egyik örökösét. Egy fiuk született. Howard leginkább vidéken élt, és kortársai szerint különc életmódot folytatott.
Charles Howard (1746–1815), Norfolk 11. hercege KG
Charles Howard a greystoke-i kastélyban nevelkedett és ifjúkorában Franciaországban töltött időt, de formális oktatása korlátozott maradt. Howard 1780 és 1786 között a Whig párt tagjaként Carlisle képviselőjeként szolgált a parlamentben. 1786-ban apja halála után örökölte a Norfolk hercege címet, és jelentős összegeket költött az Arundel kastély újjáépítésére. Bár katolikus származású volt, politikai karrierje érdekében áttért az anglikán hitre, miközben a katolikus emancipáció elkötelezett támogatója maradt. Kétszer nősült: első felesége Marion Coppinger, aki egy évvel házasság-kötésük után meghalt, második felesége pedig Frances Scudamore, aki mentális betegség miatt intézetbe került. Bár hivatalosan gyermektelen maradt, hosszú ideig élt együtt Mary Ann Gibbonnal, aki öt gyermeket szült neki. Howard közismert volt barátságos természetéről és excentrikus szokásairól. Például nem kedvelte a tisztálkodást, ezért szolgái kivárták, amíg elalszik és akkor lefogták és megmosdatták. Halála után birtokait és címeit unokatestvére, Bernard Howard örökölte.
Charles Howard halálával kihalt az ükapja Charles fiának ága is, amely a Henry ág után örökölte a Norfolk hercege címet. A hercegi cím számos alcímével együtt az ükapa Bernard fia ágára szállt. Ez az ág adja a jelenlegi címviselőt is.
BERNARD ÁG
Bernard Howard (1765–1842), Norfolk 12. hercege KG PC
Bernard Edward Howard 1789-ben feleségül vette Lady Elizabeth Belasysét, Fauconberg 2. grófjának lányát, de házasságuk 1794-ben válással, majd 1800-ban érvénytelenítéssel zárult – noha született közös fiuk, a cím örököse, Henry. 1815-ben örökölte a Norfolk hercegi címet és az Earl Marshal tisztséget, utóbbi viselését katolikusok számára egy 1824-es parlamenti törvény tette lehetővé. Kiemelkedően támogatta a katolikus egyenjogúsítást, és 1829-ben ünnepi bankettet rendezett a Katolikus Felszabadítási Törvény elfogadása alkalmából, ezzel protestáns szomszédai körében megosztottságot keltve. 1830-ban a Titkos Tanács tagja, majd 1834-ben a Térdszalagrend lovagja lett. A művészetek pártolójaként 1803-ban a Harvard Egyetem Amerikai Művészeti és Tudományos Akadémiája tiszteletbeli külföldi tagjává választották. Élete végéig hű maradt vallási és családi örökségéhez.
Henry Howard (1791–1856), Norfolk 13. hercege KG PC
Henry Charles Howard  1814-ben feleségül vette Charlotte Sophia Leveson-Gowert, akivel öt gyermeket neveltek fel. 1842. április 26-án kelt királyi engedéllyel Howard a „Fitzalan“ nevet hozzáadta gyermekei vezetéknevéhez (sajátjához azonban nem), így mindannyian Fitzalan-Howard néven váltak ismertté, amit férfiági leszármazottaik azóta is viselnek. Egyik őse, Thomas Howard, Norfolk 4. hercege 1555-ben elvette Mary FitzAlan-t, Henry FitzAlan Arundel 12. grófjának lányát és örökösét.
1829-ben, az első katolikusként az angliai reformáció óta, helyet foglalt az Alsóházban Horsham képviselőjeként, miután a katolikus emancipáció lehetővé tette ezt számára. Később West Sussexet képviselte 1841-ig, majd apja halála után a hercegi címeket örökölve belépett a Lordok Házába. Politikai pályafutása során több tisztséget töltött be: 1837-től a királyné háztartásának pénztárosa, majd az 1846-os whig kormányban a Királyi Lóistálló vezetője volt. Emellett 1848-ban elnyerte a Térdszalagrendet. A családi örökség fontos része volt Sheffield környékén lévő birtokok fejlesztése. 1854-ben hosszú távú földbérleti szerződést kötött a Sheffield Cricket Clubbal, ami hozzájárult a város sportéletének fellendítéséhez.
Henry Fitzalan-Howard (1815–1860), Norfolk 14. hercege
Henry Granville Fitzalan-Howard Etonban és a Cambridge-i Trinity College-ban tanult, majd a királyi testőrség tisztje lett, ahol kapitányi rangot ért el. 1838-1839-ben Augusta Mary Minna Catherine Lyons szüleivel Athénban élt, mivel édesapja, Sir Edmund Lyons, az Egyesült Királyság görögországi követe volt. Ekkor Sir Edmund vendégeként tartózkodott náluk Lord Fitzalan, Norfolk hercegének örököse. Lord Fitzalan egy lázas beteg lett, Augusta ápolta, és egymásba szerettek. A pár 1839. június 19-én házasodott össze, és később tizenegy gyermekük született. Henry 1837-től az Arundel választókerület liberális képviselője volt, 1851-ben azonban lemondott, mivel nem támogatta az egyházi címekkel kapcsolatos törvényt. 1851–1852 között Limerick képviselője volt. Aktív szerepet vállalt a brit katolikusok társadalmi és politikai helyzetének javításában. Több könyvet is írt, például Philip Howard, Arundel grófja életéről. 1860-ban megalapította a 9. (Arundel) Sussex Puskás Önkéntes Egységet, és annak parancsnokaként szolgált. 1860. november 25-én hunyt el 45 éves korában, Arundel kastélyában.
Henry Fitzalan-Howard (1847–1917), Norfolk 15. hercege KG
Henry Fitzalan-Howard  tizenkét évesen örökölte meg a Norfolk hercegi címet és hatalmas birtokokat Sussexben, Yorkshire-ban és Norfolkban. Katolikus származású arisztokrataként aktív szerepet vállalt a vallási és közéleti integráció elősegítésében, különösen a katolikus intézmények támogatásában. A katonai pályán is kitűnt: önkéntesként szolgált az első búr háborúban, ahol megsebesült. Később részt vett a brit haderő reformjában, és hozzájárult a Területi Erők (Territorial Force) létrehozásához. Politikai karrierje során számos fontos pozíciót töltött be, Szolgált Postmaster-General (1895–1900),  Sheffield (1895–1900), majd Arundel polgármestereként (1902–1903), Haderőreform Királyi Bizottság elnökeként (1903), Sussex katonai parancsnokaként (1905–1917). Más kitüntetések mellett megkapta a Királyi Viktoriánus Rend (G.C.V.O.) lovagi fokozatát (1902). Emellett az Earl Marshal cím birtokosaként megszervezte Viktória királynő és VII. Eduárd állami temetését, valamint V. György koronázását. Első felesége Flora Abney-Hastings volt, akitől egy súlyosan beteg fia született, aki fiatalon meghalt. Második házasságát távoli rokonával, Gwendolen Constable-Maxwell-lel kötötte 1904-ben, akitől négy gyermeke született.  Élete végéig hű maradt katolikus hitéhez, jelentős vagyonát vallási és kulturális célokra fordította. 1917. február 11-én hunyt el.
Bernard Fitzalan-Howard (1908–1975), Norfolk 16. hercege KG PC
Bernard Marmaduke Fitzalan-Howard mindössze kilencévesen örökölte zámos egyéb cím mellett a Norfolk hercegi címet, övé lett az Earl Marshal tisztség, amelyet élete végéig betöltött. Édesanyja Gwendoline Herries, Terregles 12. Lady Herriese ( 1490) volt, akinek skót nemesi címét 1945-ben, anyja halála után örökölte. Az Oratory Schoolban, Readingben tanult, és később hadnagyi rangot szerzett a Royal Horse Guardsban. 1935-ben Arundel polgármestere lett, 1936-ban az Államtanács tagjává választották, és igazságügyi békebíróként tevékenykedett Sussexben. 1937-ben megkapta a Térdszalagrendet. A második világháború során Franciaországban harcolt, majd a mezőgazdasági minisztériumban töltött be államtitkári pozíciót 1941 és 1945 között.
Mint örökletes Earl Marshal, a brit állami ceremóniák egyik legfontosabb szervezője volt. Ő irányította VI. György és Erzsébet királyné 1937-es, II. Erzsébet 1953-as koronázását, Winston Churchill 1965-ös temetését, valamint Károly 1969-es walesi herceggé való beiktatását. Szenvedélyes krikettrajongó volt, és az angol krikett–válogatott menedzsereként szolgált az 1962–63-as ausztráliai és új-zélandi turnén, amely nagy sajtófigyelmet keltett.
Számos rangos kitüntetés birtokosa volt, köztük a Királyi Viktória-rend nagykeresztje (1946) és a Brit Birodalom Rendjének nagykeresztje (1968). Sussex (1949–1974) hadnagya, majd West Sussex első hadnagya lett. Társadalmi tevékenységei közé tartozott az Angol Autóklub elnöksége. 1937-ben feleségül vette Lavinia Mary Struttot, akitől öt gyermeke született.
Miles Fitzalan-Howard (1915–2002), Norfolk 17. hercege KG
Miles Francis Stapleton Fitzalan-Howard az Ampleforth College-ban és az Oxfordi Egyetemen tanult. A második világháborúban szolgált Franciaországban, Észak-Afrikában, Szicíliában és Észak-Európában, 1944-ben a Military Cross kitüntetést kapta. Pályafutása során a Grenadier Guardsban szolgált, majd a brit katonai hírszerzés vezető pozícióit is betöltötte. 1957 és 1959 között a szovjet csapatokhoz rendelt brit katonai misszió vezetője volt Németországban. 1961 és 1963 között Kenyában állomásozott a 70. dandár parancsnokaként. 1966-ban a Védelmi Minisztérium hírszerzési igazgatója lett, majd 1967-ben nyugdíjba vonult. 1971-ben édesanyja után megörökölte a Beaumont bárói címet, 1972-ben pedig apja halála után Glossop 4. bárója lett. 1975-ben unokatestvére halálával örökölte a Norfolk hercege címet, valamint az Earl Marshal tisztséget. 1983-ban a Térdszalagrend lovagja, majd 1986-ban a Királyi Viktoriánus Rend nagykeresztese lett. 2000-ben megkapta a Royal Victorian Chain kitüntetést.
Edward Fitzalan-Howard (1956–), Norfolk 18. hercege
Edward William Fitzalan-Howard tanulmányait az Ampleforth College-ban végezte, majd az Oxfordi Egyetem Lincoln College-ában szerzett mesterdiplomát. 1975 és 2002 között az Arundel gróf címet viselte. Vállalkozói pályáján a Sigas Ltd. és a Parkwood Group Ltd. elnökeként dolgozott. 2002-ben West Sussex helyettes hadnagyává nevezték ki. Apja halálát követően, 2002. június 24-én örökölte Norfolk hercege címet. Kétszer házasodott: először Georgina Susan Gore-ral 1987-ben, akitől három fia és két lánya született. Később elváltak, 2022-ben Francesca V. Bevannal kötött házasságot.
Henry Fitzalan-Howard (1987–), Arundel grófja
2007 és 2010 között a Bristoli Egyetemen tanult, ahol közgazdaságtanból szerzett kitüntetéses alapképzési diplomát. 2010 és 2019 között Londonban dolgozott különböző magántőke-befektetési és vállalati pénzügyi pozíciókban az NM Rothschild, az Evercore Partners, majd az Inflexion Private Equity cégeknél. 2019-ben társalapítóként létrehozta a Noble Insurance Group biztosítási vállalatot, ahol ügyvezető igazgatóként tevékenykedik. Szabadidejében síeléssel, túrázással és hegymászással foglalkozik. 2006-ban Henry Arundel néven indult a Formula BMW UK bajnokságban, ahol a Fortec Motorsport csapat színeiben versenyzett és elnyerte az újoncoknak járó Rookie Cupot. 2007 áprilisában beválasztották a Motor Sports Association Race Elite Programjába, amelybe hat brit sorozat versenyzői kerültek be. A következő szezonban is a Fortec Motorsport csapat tagjaként folytatta a versenyzést, és az összesített harmadik helyen végzett. 2008-ban a Räikkönen Robertson Racing csapat színeiben versenyzett a Brit Formula–3 bajnokságban. Feleségétől, Cecilia Mary Elizabeth Colacicchi-től három leánygyermeke született, akik nem jogosultak a hercegi cím öröklésére.

#### Norfolk (Howard) hercege családfája 2.
Az előző családfa.

- Henry Howard (1608–1652),  Arundel 20. grófja[m 1] ∞ Elizabeth Stuart (1610–1673/74)
  - Thomas Howard (1627–1677),  Norfolk 5. hercege
  - Henry Howard (1628–1684),  Castle Rising 1. Howard bárója (1669),  Norwich 1. grófja (1672),  Norfolk 6. hercege ∞ Anne Somerset (1631–1662)
    - Henry Howard (1655–1701),  Norfolk 7. hercege ∞ Mary Mordaunt (1658–1705)[m 55]  Mourdant 7. bárónője
    - Thomas Howard (1657–1689)[m 56]
      - Thomas Howard (1683–1732),  Norfolk 8. hercege
      - Edward Howard (1685–1777),  Norfolk 9. hercege ∞ Mary Blount (1702–1773)[m 57]

    - Elizabeth Howard (1659–1732) ∞ George Gordon (1649–1716),  Gordon 1. hercege

  - Philip Howard (1629–1694)[m 58]
  - Charles Howard (1630–1713)[m 59]
    - Henry Charles Howard (–1720)[m 60]
      - Charles Howard (1720–1786),  Norfolk 10. hercege
        - Charles Howard (1746–1815),  Norfolk 11. hercege
          - ○ William Woods (1785–1842)[m 61]
          - ○ Edward Howard-Gibbon (1799 – 1847)[m 62][m 63]
          - ○ Matthew Charles Howard-Gibbon (1796–1873)[m 64][m 63]

  - Bernard Howard (1641–1717)[m 65]
    - Bernard Howard (1674–1735)[m 66]
      - Henry Howard (1713–1787)[m 67]
        - Bernard Howard (1765–1842),  Norfolk 12. hercege
          - Henry Howard (1791–1856),  Norfolk 13. hercege ∞ Charlotte Sophia Leveson-Gower (1788–1870)[m 68]
            - Henry Fitzalan-Howard (1815–1860),  Norfolk 14. hercege
              - Henry Fitzalan-Howard (1847–1917),  Norfolk 15. hercege ∞¹ Flora Abney-Hastings (1854–1887)[m 49] ∞² Gwendolen Constable-Maxwell (1877–1945)[m 50] ♥
                - Bernard Fitzalan-Howard (1908–1975),  Norfolk 16. hercege

                  - ... Lord Herries of Terregles[m 69]

              - Edmund FitzAlan-Howard (1855–1947),  Derwent FitzAlan 1. vikomtja

            - Edward Fitzalan-Howard (1818–1883),  Glossop Howard 1. bárója
              - Angela Fitzalan-Howard (1855–1919)
                - Gwendolen Fitzalan-Howard (1877–1945) ∞ Henry Fitzalan-Howard (1847–1917),  Norfolk 15. hercege ♥

              - Gwendolen Fitzalan-Howard (1854–1932) ⇔ John Crichton-Stuart (1847–1900),  Bute 3. márkija
              - Francis Edward Fitzalan-Howard (1859–1924),  Glossop Howard 2. bárója
                - Bernard Fitzalan-Howard (1885–1972),  Glossop Howard 3. bárója ∞ Mona Josephine Tempest Stapleton (1894–1971)[m 70],  Beaumont 11. bárónője[m 71]
                  - Miles Fitzalan-Howard (1915–2002),  Norfolk 17. hercege
                    - Edward Fitzalan-Howard (1956–),  Norfolk 18. hercege
                      - (1) Henry Fitzalan-Howard (1987–), Arundel grófja
                      - (2) Thomas Fitzalan-Howard (1992–)
                      - (3) Philip Fitzalan-Howard (1996–)

        - Henry Thomas Howard (Molyneux) (1766–1824)[m 72]
          - Henry Howard (1802–1875)[m 73]
            - Esmé Howard (1863–1939),  Penrith Howard 1. bárója
              - Francis Howard (1905–1999),  Penrith Howard 2. bárója
                - Philip Esmé Howard (1945–),  Penrith Howard 3. bárója

        - Juliana Barbara Howard (1769–1833) ∞ Robert Petre,  9. Petre báró (1742–1801)[m 74]

A családfa megjelenítése az interaktív Entitree web–alkalmazással.

## A Norfolk hercegek (Howard) címerpajzsa
A következő képeken lépésről lépésre mutatjuk be, hogy alakult ki a Howard féle Norfolk hercegi címer.
- Thomas of Brotheron címerpajzsa, Norfolk grófja, I. Eduárd fia.
A Plantagenet-ház címere: vörös mezőben három arany, haránt fekvő, elölről néző oroszlán egy oszlopban. A pólya függőkkel mutatja, hogy az uralkodó legitim fia.
- A Mowbray bárók címerpajzsa
Vörös mezőben ágaskodó ezüst oroszlán.
- Az 1513 előtti Howard címerpajzs.
Vörös mezőben ezüsttel megrakott hat keresztcsúcsos kereszt.
- Az első Howard herceg címerpajzsa, az előző három kombinációja.
- A második herceg címere.
A kitüntetésként elnyert címerrész az ezüst pánton egy arany pajzs, benne egy félig előtűnő oroszlán, amelyet keresztülszúrt egy nyílvessző, és amelyet vörös, liliomokkal díszített kettős karima övez.
- A Surrey grófja címerpajzs. A címet viselő Warren-családtól a cím az Arundel grófokhoz került, onnan pedig Norfolk hercegeihez.
Arany-kék sakkozott mező
- A 3. herceg és utódai címerpajzsa.
- Arundel első grófjainak, az Aubigny-k és Frizalanok címerpajzsa.
Vörös mezőben ágaskodó arany oroszlán.
- 1842-ben a Mowbray címerpajzsot az Arundel címerpajzsra cserélték, ekkortól lett a családi név Fitzalan–Howard.

### Címer

A 18. herceg címere

Ezt a címert 1842 óta használják Norfolk hercegei.
Sisakdíszek
Első sisakdísz egy arany hercegi korona felett egy vörös pár szárny, mindegyiken egy ezüst pólya hat kereszt között, amelyeknek szárai behajlítottak (Howard).
Második sisakdísz: Egy vörös, hermelinszegélyes kalapon egy arany, álló, jobbjával előrenéző oroszlán, melynek farka kiterjesztett, és egy ezüst hercegi koronával van megnyakörvezve (Thomas of Brotherton).
Harmadik sisakdísz: Egy zöld halmon egy ágaskodó ezüst ló, amely a szájában egy termő tölgyágat tart (Fitzalan, Arundel grófja).
Címerpajzs (Escutcheon)
Négyelt pajzs:
1. mező: Vörös alapon egy ezüst pólya hat behajlított kereszt között, a pólyán egy arany pajzsecset, amelyen egy vörös, félbevágott, ágaskodó oroszlán látható, amelynek száján keresztül egy nyíl hatol, és amelyet egy kettős liliomos szegély övez (Howard).
2. mező: Vörös alapon három arany oroszlán egymás alatt sétálva, fegyverzetük és nyelvük kék, a pajzs felső részén egy háromágú ezüst lebélyeg (Thomas of Brotherton, a Plantagenêt-ház Norfolk ága).
3. mező: Arany-kék sakkozott mező (Warenne-k, Surrey grófjai).
4. mező: Vörös alapon egy arany, ágaskodó oroszlán, fegyverzetük és nyelvük kék (Fitzalan).
Pajzstartók
Jobboldali (dexter) pajzstartó: Egy ezüst oroszlán.
Baloldali (sinister) pajzstartó: Egy ezüst ló, amely a szájában egy zöld tölgyágat tart, termései természetes színűek.
JelmondatSola Virtus Invicta: „Csak az erény legyőzhetetlen”
RendekA Norfolk hercegének címere gyakran a Térdszalagrend körpántjával jelenik meg. A rend tagság nem örökletes, a 2., 3., 4., 7., 12., 13., 15., 16. és 17. herceg nyerte el, a 18. hercege 2025-ig nem kapta meg ezt a kitüntetést.
Egyéb elemekA pajzs mögött két arany bot keresztbe helyezve (saltire), végük feketével zománcozva, amelyek Norfolk hercegének hivatalát jelképezik, mint Earl Marshal és Anglia örökös marsallja (Hereditary Marshal of England).
SzimbolikaA címer első mezőjében található pajzs a Howardok hajlított pólyáján egy kitüntető címerkiegészítés (augmentation of honour), amelyet VIII. Henrik adott a Norfolk 2. hercegének, Thomas Howardnak, hogy megemlékezzen a Floddeni csatában aratott győzelméről. A pajzson egy módosított skót királyi címer látható: a normál ágaskodó helyzet helyett a félbevágott oroszlán torkán egy nyíllal átlőve jelenik meg, emlékeztetve IV. Jakab skót király halálára a csatában.

## Norfolk hercege oldalágainak, egyes Howardok címerpajzsai
A hercegi címet birtokló Howard család tagjai más főnemesi címeket is elnyertek, ezen esetekben saját címerpajzsuk a hercegi címerpajzs módosított változata lett. A következő képeken ezek láthatók, a teljes igénye nélkül.
- Suffolk grófja (1603), aki egyben Berkshire grófja (1626), valamint Escrick Howard bárója (1678) címerpajzsa. A félhold jelzi, hogy a viselő a második fiú (vagy annak örököse).
- Thomas Howard (1590–1669), Berkshire 1. grófja (1626) címerpajzsa. A félholdon félhold jelzi, hogy a viselő a második fiú második fia (vagy annak örököse).
- Charles Howard (1615–1679), Berkshire 2. grófja
- Carlisle grófja (1661) címerpajzsa. A pánton megjelentő csillag a harmadik fiút jelenti.
- William Howard (1614–1680), Stafford 1. vikomtja (1640)
- Stafford grófja (1688– 1762)
- Nottingham grófja (1596) és Effingham grófja
- Castle Rising Howard bárója (2004), nem örökölhető cím. A Norfolk hercegi címerpajzs mindkét oldalon egy-egy ágaskodó ezüst oroszlán, melyek vállán egy-egy vörös vár (megkülönböztetés) látható.
- Effingham grófja (1837)
- baron Howard of Penrith (1930)
- Howard-Gibbon[m 63] A Norfolk hercegi címer hullámos széle jelzi a törvénytelen leszármazást. A címert hercegi engedéllyel használhatták.
- Howard de Walden (1597)
- Philip Thomas Howard bíboros (1629–1694)[m 58]
- Lord Herries of Terregles ( 1490)
- Edward Henry Howard (1829-1892) bíboros[m 75]
- Mowbray bárója ( 1283)

## (Howard) Norfolk herceg további címei
| #  | Név                                     | Herceg    | További címek |
| -- | --------------------------------------- | --------- | --- |
| 1  | John Howard                             | 1483–1485 | Mowbray bárója |
| 2  | Thomas Howard                           | 1514–1524 | Surrey grófja Mowbray bárója |
| 3  | Thomas Howard                           | 1524–1554 | Surrey grófja Mowbray bárója |
| 4  | Thomas Howard                           | 1554–1572 | Surrey grófja Mowbray bárója |
| 5  | Thomas Howard                           | 1660–1677 | Arundel grófja Surrey grófja Norfolk grófja Mowbray bárója Maltravers bárója Furnivall bárója                                            |
| 6  | Henry Howard                            | 1677–1684 | Arundel grófja Surrey grófja Norfolk grófja Norwich grófja Mowbray bárója Maltravers bárója Furnivall bárója Castle Rising Howard bárója |
| 7  | Henry Howard                            | 1684–1701 | Arundel grófja Surrey grófja Norfolk grófja Norwich grófja Mowbray bárója Maltravers bárója Furnivall bárója Castle Rising Howard bárója |
| 8  | Thomas Howard                           | 1701–1732 | Arundel grófja Surrey grófja Norfolk grófja Norwich grófja Mowbray bárója Maltravers bárója Furnivall bárója Castle Rising Howard bárója |
| 9  | Edward Howard                           | 1732–1777 | Arundel grófja Surrey grófja Norfolk grófja Norwich grófja Mowbray bárója Maltravers bárója Furnivall bárója Castle Rising Howard bárója |
| 10 | Charles Howard                          | 1777–1786 | Arundel grófja Surrey grófja Norfolk grófja Maltravers bárója                                                                            |
| 11 | Charles Howard                          | 1786–1815 | Arundel grófja Surrey grófja Norfolk grófja Maltravers bárója                                                                            |
| 12 | Bernard Edward Howard                   | 1815–1842 | Arundel grófja Surrey grófja Norfolk grófja Maltravers bárója                                                                            |
| 13 | Henry Charles Howard                    | 1842–1856 | Arundel grófja Surrey grófja Norfolk grófja Maltravers bárója                                                                            |
| 14 | Henry Granville Fitzalan-Howard         | 1856–1860 | Arundel grófja Surrey grófja Norfolk grófja Maltravers bárója                                                                            |
| 15 | Henry Fitzalan-Howard                   | 1860–1917 | Arundel grófja Surrey grófja Norfolk grófja Maltravers bárója                                                                            |
| 16 | Bernard Marmaduke Fitzalan-Howard       | 1917–1975 | Arundel grófja Surrey grófja Norfolk grófja Maltravers bárója Lord Herries of Terregles                                                  |
| 17 | Miles Francis Stapleton Fitzalan-Howard | 1975–2002 | Arundel grófja Surrey grófja Norfolk grófja Maltravers bárója Baron Beaumont Glossop Howard bárója                                       |
| 18 | Edward William Fitzalan-Howard          | 2002–     | Arundel grófja Surrey grófja Norfolk grófja Maltravers bárója Baron Beaumont Glossop Howard bárója                                       |

Angliában 1627-ben egy törvényt fogadtak el, amely kimondta: „az Arundel kastély és birtokai, valamint a FitzAlan, Clun és Oswaldestre és Maltravers báróságok, továbbá számos egyéb földbirtok, amelyek jelenleg Thomas, Arundel és Surrey grófja birtokát képezik, az Arundel grófi címhez, névhez és méltósághoz csatolandók.” E törvény következtében a Clun és Oswestry báróságai (vagy FitzAlan bárósága Clun és Oswestry esetében), amelyek addig csupán feudális birtokjogok voltak, potenciálisan nemesi méltósággá váltak, és Maltravers báróságával együtt Arundel grófi címéhez csatolódtak. Az így létrejött báróságokat jelenleg a Norfolk hercege birtokolja.

## Fordítás
- Ez a szócikk részben vagy egészben  a   Thomas de Mowbray, 1st Duke of Norfolk című angol Wikipédia-szócikk ezen változatának fordításán alapul.  Az eredeti cikk szerkesztőit annak laptörténete sorolja fel. Ez a jelzés csupán a megfogalmazás eredetét és a szerzői jogokat jelzi, nem szolgál a cikkben szereplő információk forrásmegjelöléseként.
- Ez a szócikk részben vagy egészben  a   Thomas de Mowbray, 4th Earl of Norfolk című angol Wikipédia-szócikk ezen változatának fordításán alapul.  Az eredeti cikk szerkesztőit annak laptörténete sorolja fel. Ez a jelzés csupán a megfogalmazás eredetét és a szerzői jogokat jelzi, nem szolgál a cikkben szereplő információk forrásmegjelöléseként.
- Ez a szócikk részben vagy egészben  a   John Mowbray, 2nd Duke of Norfolk című angol Wikipédia-szócikk ezen változatának fordításán alapul.  Az eredeti cikk szerkesztőit annak laptörténete sorolja fel. Ez a jelzés csupán a megfogalmazás eredetét és a szerzői jogokat jelzi, nem szolgál a cikkben szereplő információk forrásmegjelöléseként.
- Ez a szócikk részben vagy egészben  a   John Mowbray, 3rd Duke of Norfolk című angol Wikipédia-szócikk ezen változatának fordításán alapul.  Az eredeti cikk szerkesztőit annak laptörténete sorolja fel. Ez a jelzés csupán a megfogalmazás eredetét és a szerzői jogokat jelzi, nem szolgál a cikkben szereplő információk forrásmegjelöléseként.
- Ez a szócikk részben vagy egészben  a   John de Mowbray, 4th Duke of Norfolk című angol Wikipédia-szócikk ezen változatának fordításán alapul.  Az eredeti cikk szerkesztőit annak laptörténete sorolja fel. Ez a jelzés csupán a megfogalmazás eredetét és a szerzői jogokat jelzi, nem szolgál a cikkben szereplő információk forrásmegjelöléseként.
- Ez a szócikk részben vagy egészben  az   Anne de Mowbray, 8th Countess of Norfolk című angol Wikipédia-szócikk ezen változatának fordításán alapul.  Az eredeti cikk szerkesztőit annak laptörténete sorolja fel. Ez a jelzés csupán a megfogalmazás eredetét és a szerzői jogokat jelzi, nem szolgál a cikkben szereplő információk forrásmegjelöléseként.
- Ez a szócikk részben vagy egészben  a   John Howard, 1st Duke of Norfolk című angol Wikipédia-szócikk ezen változatának fordításán alapul.  Az eredeti cikk szerkesztőit annak laptörténete sorolja fel. Ez a jelzés csupán a megfogalmazás eredetét és a szerzői jogokat jelzi, nem szolgál a cikkben szereplő információk forrásmegjelöléseként.
- Ez a szócikk részben vagy egészben  a   Thomas Howard, 2nd Duke of Norfolk című angol Wikipédia-szócikk ezen változatának fordításán alapul.  Az eredeti cikk szerkesztőit annak laptörténete sorolja fel. Ez a jelzés csupán a megfogalmazás eredetét és a szerzői jogokat jelzi, nem szolgál a cikkben szereplő információk forrásmegjelöléseként.
- Ez a szócikk részben vagy egészben  a   Thomas Howard, 3rd Duke of Norfolk című angol Wikipédia-szócikk ezen változatának fordításán alapul.  Az eredeti cikk szerkesztőit annak laptörténete sorolja fel. Ez a jelzés csupán a megfogalmazás eredetét és a szerzői jogokat jelzi, nem szolgál a cikkben szereplő információk forrásmegjelöléseként.
- Ez a szócikk részben vagy egészben  a   Thomas Howard, 4th Duke of Norfolk című angol Wikipédia-szócikk ezen változatának fordításán alapul.  Az eredeti cikk szerkesztőit annak laptörténete sorolja fel. Ez a jelzés csupán a megfogalmazás eredetét és a szerzői jogokat jelzi, nem szolgál a cikkben szereplő információk forrásmegjelöléseként.
- Ez a szócikk részben vagy egészben  a   Thomas Howard, 5th Duke of Norfolk című angol Wikipédia-szócikk ezen változatának fordításán alapul.  Az eredeti cikk szerkesztőit annak laptörténete sorolja fel. Ez a jelzés csupán a megfogalmazás eredetét és a szerzői jogokat jelzi, nem szolgál a cikkben szereplő információk forrásmegjelöléseként.
- Ez a szócikk részben vagy egészben  a   Henry Howard, 6th Duke of Norfolk című angol Wikipédia-szócikk ezen változatának fordításán alapul.  Az eredeti cikk szerkesztőit annak laptörténete sorolja fel. Ez a jelzés csupán a megfogalmazás eredetét és a szerzői jogokat jelzi, nem szolgál a cikkben szereplő információk forrásmegjelöléseként.
- Ez a szócikk részben vagy egészben  a   Henry Howard, 7th Duke of Norfolk című angol Wikipédia-szócikk ezen változatának fordításán alapul.  Az eredeti cikk szerkesztőit annak laptörténete sorolja fel. Ez a jelzés csupán a megfogalmazás eredetét és a szerzői jogokat jelzi, nem szolgál a cikkben szereplő információk forrásmegjelöléseként.
- Ez a szócikk részben vagy egészben  a   Thomas Howard, 8th Duke of Norfolk című angol Wikipédia-szócikk ezen változatának fordításán alapul.  Az eredeti cikk szerkesztőit annak laptörténete sorolja fel. Ez a jelzés csupán a megfogalmazás eredetét és a szerzői jogokat jelzi, nem szolgál a cikkben szereplő információk forrásmegjelöléseként.
- Ez a szócikk részben vagy egészben  az   Edward Howard, 9th Duke of Norfolk című angol Wikipédia-szócikk ezen változatának fordításán alapul.  Az eredeti cikk szerkesztőit annak laptörténete sorolja fel. Ez a jelzés csupán a megfogalmazás eredetét és a szerzői jogokat jelzi, nem szolgál a cikkben szereplő információk forrásmegjelöléseként.
- Ez a szócikk részben vagy egészben  a   Charles Howard, 10th Duke of Norfolk című angol Wikipédia-szócikk ezen változatának fordításán alapul.  Az eredeti cikk szerkesztőit annak laptörténete sorolja fel. Ez a jelzés csupán a megfogalmazás eredetét és a szerzői jogokat jelzi, nem szolgál a cikkben szereplő információk forrásmegjelöléseként.
- Ez a szócikk részben vagy egészben  a   Charles Howard, 11th Duke of Norfolk című angol Wikipédia-szócikk ezen változatának fordításán alapul.  Az eredeti cikk szerkesztőit annak laptörténete sorolja fel. Ez a jelzés csupán a megfogalmazás eredetét és a szerzői jogokat jelzi, nem szolgál a cikkben szereplő információk forrásmegjelöléseként.
- Ez a szócikk részben vagy egészben  a   Bernard Howard, 12th Duke of Norfolk című angol Wikipédia-szócikk ezen változatának fordításán alapul.  Az eredeti cikk szerkesztőit annak laptörténete sorolja fel. Ez a jelzés csupán a megfogalmazás eredetét és a szerzői jogokat jelzi, nem szolgál a cikkben szereplő információk forrásmegjelöléseként.
- Ez a szócikk részben vagy egészben  a   Henry Howard, 13th Duke of Norfolk című angol Wikipédia-szócikk ezen változatának fordításán alapul.  Az eredeti cikk szerkesztőit annak laptörténete sorolja fel. Ez a jelzés csupán a megfogalmazás eredetét és a szerzői jogokat jelzi, nem szolgál a cikkben szereplő információk forrásmegjelöléseként.
- Ez a szócikk részben vagy egészben  a   Henry Fitzalan-Howard, 14th Duke of Norfolk című angol Wikipédia-szócikk ezen változatának fordításán alapul.  Az eredeti cikk szerkesztőit annak laptörténete sorolja fel. Ez a jelzés csupán a megfogalmazás eredetét és a szerzői jogokat jelzi, nem szolgál a cikkben szereplő információk forrásmegjelöléseként.
- Ez a szócikk részben vagy egészben  a   Henry Fitzalan-Howard, 15th Duke of Norfolk című angol Wikipédia-szócikk ezen változatának fordításán alapul.  Az eredeti cikk szerkesztőit annak laptörténete sorolja fel. Ez a jelzés csupán a megfogalmazás eredetét és a szerzői jogokat jelzi, nem szolgál a cikkben szereplő információk forrásmegjelöléseként.
- Ez a szócikk részben vagy egészben  a   Bernard Fitzalan-Howard, 16th Duke of Norfolk című angol Wikipédia-szócikk ezen változatának fordításán alapul.  Az eredeti cikk szerkesztőit annak laptörténete sorolja fel. Ez a jelzés csupán a megfogalmazás eredetét és a szerzői jogokat jelzi, nem szolgál a cikkben szereplő információk forrásmegjelöléseként.
- Ez a szócikk részben vagy egészben  a   Miles Fitzalan-Howard, 17th Duke of Norfolk című angol Wikipédia-szócikk ezen változatának fordításán alapul.  Az eredeti cikk szerkesztőit annak laptörténete sorolja fel. Ez a jelzés csupán a megfogalmazás eredetét és a szerzői jogokat jelzi, nem szolgál a cikkben szereplő információk forrásmegjelöléseként.
- Ez a szócikk részben vagy egészben  az   Edward Fitzalan-Howard, 18th Duke of Norfolk című angol Wikipédia-szócikk ezen változatának fordításán alapul.  Az eredeti cikk szerkesztőit annak laptörténete sorolja fel. Ez a jelzés csupán a megfogalmazás eredetét és a szerzői jogokat jelzi, nem szolgál a cikkben szereplő információk forrásmegjelöléseként.
- Ez a szócikk részben vagy egészben  a   Henry Fitzalan-Howard, Earl of Arundel című angol Wikipédia-szócikk ezen változatának fordításán alapul.  Az eredeti cikk szerkesztőit annak laptörténete sorolja fel. Ez a jelzés csupán a megfogalmazás eredetét és a szerzői jogokat jelzi, nem szolgál a cikkben szereplő információk forrásmegjelöléseként.
- Ez a szócikk részben vagy egészben  a   Howard family című angol Wikipédia-szócikk ezen változatának fordításán alapul.  Az eredeti cikk szerkesztőit annak laptörténete sorolja fel. Ez a jelzés csupán a megfogalmazás eredetét és a szerzői jogokat jelzi, nem szolgál a cikkben szereplő információk forrásmegjelöléseként.
- Ez a szócikk részben vagy egészben  az   Earl of Norfolk című angol Wikipédia-szócikk ezen változatának fordításán alapul.  Az eredeti cikk szerkesztőit annak laptörténete sorolja fel. Ez a jelzés csupán a megfogalmazás eredetét és a szerzői jogokat jelzi, nem szolgál a cikkben szereplő információk forrásmegjelöléseként.
- Ez a szócikk részben vagy egészben  az   Earl of Arundel című angol Wikipédia-szócikk ezen változatának fordításán alapul.  Az eredeti cikk szerkesztőit annak laptörténete sorolja fel. Ez a jelzés csupán a megfogalmazás eredetét és a szerzői jogokat jelzi, nem szolgál a cikkben szereplő információk forrásmegjelöléseként.
- Ez a szócikk részben vagy egészben  a   Duke of Norfolk's Case című angol Wikipédia-szócikk ezen változatának fordításán alapul.  Az eredeti cikk szerkesztőit annak laptörténete sorolja fel. Ez a jelzés csupán a megfogalmazás eredetét és a szerzői jogokat jelzi, nem szolgál a cikkben szereplő információk forrásmegjelöléseként.
- Ez a szócikk részben vagy egészben  az   Earl of Surrey című angol Wikipédia-szócikk ezen változatának fordításán alapul.  Az eredeti cikk szerkesztőit annak laptörténete sorolja fel. Ez a jelzés csupán a megfogalmazás eredetét és a szerzői jogokat jelzi, nem szolgál a cikkben szereplő információk forrásmegjelöléseként.
- Ez a szócikk részben vagy egészben  az   Earl of Nottingham című angol Wikipédia-szócikk ezen változatának fordításán alapul.  Az eredeti cikk szerkesztőit annak laptörténete sorolja fel. Ez a jelzés csupán a megfogalmazás eredetét és a szerzői jogokat jelzi, nem szolgál a cikkben szereplő információk forrásmegjelöléseként.
- Ez a szócikk részben vagy egészben  a   Baron Mowbray című angol Wikipédia-szócikk ezen változatának fordításán alapul.  Az eredeti cikk szerkesztőit annak laptörténete sorolja fel. Ez a jelzés csupán a megfogalmazás eredetét és a szerzői jogokat jelzi, nem szolgál a cikkben szereplő információk forrásmegjelöléseként.
- Ez a szócikk részben vagy egészben  a   House of Mowbray című angol Wikipédia-szócikk ezen változatának fordításán alapul.  Az eredeti cikk szerkesztőit annak laptörténete sorolja fel. Ez a jelzés csupán a megfogalmazás eredetét és a szerzői jogokat jelzi, nem szolgál a cikkben szereplő információk forrásmegjelöléseként.